# Frommer Stop
La Frommer Stop era una pistola semiautomatica austro-ungarica progettata da Rudolf Frommer e prodotta dalla Fegyver- és Gépgyár (FÉG) di Budapest. Fu impiegata sia nella prima che nella seconda guerra mondiale.

## Storia
La prima pistola sviluppata da Rudolf Frommer fu la M1910, camerata nella munizione proprietaria .32 ACP con bossolo crimpato alla base della pallottola. Questa cartuccia raggiungeva una velocità alla volata di 280 m/s. Questa pistola non incontrò molto successo. Con un occhio al mercato civile, Frommer si dedicò alla riprogettazione dell'arma. Sulla nuova pistola mantenne la caratteristica azione a lungo rinculo, ma modificò drasticamente il castello, sia per semplificare la produzione dell'arma che per darle il profilo di una moderna pistola semiautomatica. Inoltre l'arma venne ricamerata per munizioni popolari e universalmente diffuse, la .32 ACP (7,65 mm Browning) e la .380 ACP (9 mm Browning Short). La pistola, che ebbe la denominazione commerciale Stop, venne selezionata nel 1912 dal Honvéd dell'Imperial regio Esercito austro-ungarico, che la impiegò nella Grande Guerra. Durante il conflitto fu venduta anche all'Impero tedesco, alla Bulgaria ed all'Impero ottomano.
Con il disfacimento dell'Impero austro-ungarico, la pistola divenne l'arma da fianco d'ordinanza del nuovo e indipendente Magyar királyi honvédség, con la denominazione Pisztoly 19M. Assegnata anche a polizia e gendarmeria, la pistola rimase in servizio fino alla fine della seconda guerra mondiale.
Una evoluzione dell'arma, la Pisztoly 39M, in calibro .380 ACP non venne adottata dalle forze armate.

## Tecnica
Questa pistola era basata su un innovativo approccio al sistema a lungo rinculo. Caratteristica fondamentale era il sistema a doppia molla di recupero, contenuto in un tunnel sopra alla canna. Una molla controllava il movimento dell'otturatore, mentre l'altra assorbiva il rinculo della canna ed il suo ritorno in posizione di fuoco. Allo sparo, la camera di scoppio era chiusa dalla testa rotante dell'otturatore. Canna ed otturatore rinculavano solidali per una lunghezza superiore a quella della munizione, poi si svincolavano e quest'ultimo proseguiva la corsa retrograda mentre la canna ritorna, grazie alla sua molla, in posizione di tiro, espellendo il bossolo spento. L'otturatore veniva poi richiamato in avanti dalla sua molla, camerando una nuova munizione ed andando in chiusura per rotazione della sua testa. Il percussore inerziale era lanciato da un cane esterno.
Questo funzionale ma complicato progetto presentava vantaggi e svantaggi. Il sistema a doppia molla richiedeva un'attenta manutenzione ma era molto leggero rispetto a quelli a massa battente e rendeva il rinculo facilmente controllabile. Tutto questo a prezzo di un aumento dei componenti e dei costi di lavorazione, a fronte della debolezza della munizione usata.